# Campeonato Europeu de Ginástica Artística de 2005 - Resultados masculinos
Os resultados masculinos do Campeonato Europeu de Ginástica Artística de 2005 contaram com todas as provas individuais.

## Resultados

### Individual geral
Finais
| Posição           | Ginasta                  | Total  |
| ----------------- | ------------------------ | ------ |
| Medalha de ouro   | ESP Rafael Martínez      | 55,350 |
| Medalha de prata  | ROM Dorin Selariu        | 55,237 |
| Medalha de bronze | BLR Denis Savenkov       | 54,948 |
| 4                 | RUS Sergei Khorokhordin  | 54,410 |
| 5                 | BLR Dimitri Savitski     | 54,386 |
| 6                 | ROM Silviu Suciu         | 54,248 |
| 7                 | RUS Anatoli Vasiliev     | 53,960 |
| 8                 | POR Manuel Campos        | 53,911 |
| 9                 | GER Eugen Spiridonov     | 53,311 |
| 10                | CZE Martin Konecny       | 52,824 |
| 11                | NED Jeffrey Wammes       | 52,336 |
| 12                | GER Christian Berczes    | 52,310 |
| 13                | HUN Marcell Hetrovics    | 52,224 |
| 14                | ARM Vahag Stepanyan      | 52,173 |
| 15                | NED Epke Zonderland      | 51,661 |
| 16                | GBR Ross Brewer          | 51,360 |
| 17                | GRC Christos Lympanovnos | 51,262 |
| 18                | FIN Sami Aalto           | 51,199 |
| 19                | POL Kamil Hulboj         | 51,086 |
| 20                | CHE N. Boeschenstein     | 50,598 |
| 21                | SWE Jimmy Bostrom        | 50,336 |
| 22                | DEN Jeppe Villekjaer     | 50,086 |
| 23                | CHE Claudio Capelli      | 17,212 |

| Pos.              | Ginasta                | Pts   |
| ----------------- | ---------------------- | ----- |
| Medalha de ouro   | ROM Marian Dragulescu  | 9,637 |
| Medalha de prata  | ROM Dorin Selariu      | 9,487 |
| Medalha de bronze | HUN Robert Gal         | 9,387 |
| Medalha de bronze | NED Jeffrey Wammes     | 9,362 |
| 5                 | FRA Dimitri Karbanenko | 9,287 |
| 6                 | CHE Patrick Dominguez  | 9,137 |
| 7                 | CZE Martin Konecny     | 8,875 |
| 8                 | CZE David Vyoral       | 8,825 |

| Pos.              | Ginasta                | Pts   |
| ----------------- | ---------------------- | ----- |
| Medalha de ouro   | HUN Krisztian Berki    | 9,775 |
| Medalha de prata  | ROM Marius Urzica      | 9,762 |
| Medalha de bronze | RUS Nikolai Kriukov    | 9,675 |
| 4                 | CRO Robert Seligman    | 9,587 |
| 5                 | ROM Daniel Popescu     | 9,487 |
| 6                 | FRA Eric Casimir       | 9,275 |
| 7                 | GER Thomas Andergassen | 9,112 |
| 8                 | ITA Alberto Busnari    | 9,050 |

| Pos.              | Ginasta                 | Pts   |
| ----------------- | ----------------------- | ----- |
| Medalha de ouro   | ITA Andrea Cappolino    | 9,712 |
| Medalha de ouro   | NED Yuri van Gelder     | 9,712 |
| Medalha de bronze | RUS Alexander Safoshkin | 9,675 |
| 4                 | BUL Jordan Jovtchev     | 9,637 |
| 5                 | ITA Matteo Morandi      | 9,625 |
| 6                 | UKR Olexander Vorobyov  | 9,555 |
| 7                 | FRA Danny Rodrigues     | 9,537 |
| 8                 | CYP Irodotos Georgallas | 9,237 |

| Pos.              | Ginasta               | Pts   |
| ----------------- | --------------------- | ----- |
| Medalha de ouro   | LAT Evgeni Sapronenko | 9,693 |
| Medalha de prata  | BUL Filip Yanev       | 9,593 |
| Medalha de bronze | NED Jeffrey Wammes    | 9,586 |
| 4                 | ROM Dorin Selariu     | 9,586 |
| 5                 | CHE Patrick Dominguez | 9,556 |
| 6                 | ROM Alin Jivan        | 9,481 |
| 7                 | FRA Raphaël Wignanitz | 9,474 |
| 8                 | GRC Vlasios Maras     | 9,200 |

| Pos.              | Ginasta                | Pts   |
| ----------------- | ---------------------- | ----- |
| Medalha de ouro   | ESP Manuel Carballo    | 9,712 |
| Medalha de prata  | FRA Yann Cucherat      | 9,587 |
| Medalha de bronze | SLO Mitja Petkovšek    | 9,537 |
| 4                 | GER Thomas Andergassen | 9,412 |
| 5                 | ROM Marius Urzica      | 9,200 |
| 6                 | ESP Andreu Vivo        | 8,225 |
| 7                 | ROM Ioan Suciu         | 7,925 |
| 8                 | FRA Johan Mounard      | 7,850 |

| Pos.              | Ginasta              | Pts   |
| ----------------- | -------------------- | ----- |
| Medalha de ouro   | GER Fabian Hambüchen | 9,750 |
| Medalha de prata  | ITA Igor Cassina     | 9,737 |
| Medalha de bronze | UKR Valeri Goncharov | 9,687 |
| 4                 | FRA Yann Cucherat    | 9,675 |
| 5                 | SLO Aljaž Pegan      | 9,625 |
| 6                 | NED Jeffrey Wammes   | 9,050 |
| 7                 | GRC Vlasios Maras    | 8,937 |
| 8                 | ESP Rafael Martínez  | 8,900 |